# Algerisch-portugiesische Beziehungen
Die algerisch-portugiesischen Beziehungen beschreiben das zwischenstaatliche Verhältnis zwischen Algerien und Portugal. Die Länder unterhalten seit 1975 direkte diplomatische Beziehungen.
Die bilateralen Beziehungen gelten seit der Nelkenrevolution in Portugal 1974 als ausgesprochen gut und freundschaftlich. Neben der regionalen Zusammenarbeit u. a. im 5+5-Dialog oder der Union für den Mittelmeerraum und den regelmäßigen algerisch-portugiesischen Treffen (port.: Cimeiras luso-argelinas) sind vor allem die Wirtschaftsbeziehungen zu erwähnen: Algerien gehört zu den wichtigsten Erdöl- und Erdgaslieferanten Portugals und erneuert im Gegenzug seine Fischerei- und Handelsflotte immer wieder mit mittelgroßen Schiffen auch aus portugiesischen Werften (v. a. aus Viana do Castelo und Figueira da Foz). Auch seinen Papier- und Zellulosebedarf deckt Algerien zu einem großen Teil aus Portugal. Historisch spielte Algerien als Zufluchtsort und Unterstützer des Widerstands gegen die Diktatur in Portugal und seinen Kolonien eine Rolle.
Im Jahr 2014 waren 905 portugiesische Bürger konsularisch in Algerien registriert, im Jahr 2017 waren 326 Staatsbürger Algeriens in Portugal gemeldet.
Seit 1988 unterhalten die beiden Hauptstädte Algier und Lissabon ein Kooperationsabkommen, weitere Städtepartnerschaften zwischen algerischen und portugiesischen Kommunen sollen seit dem fünften algerisch-portugiesischen Gipfel 2018 angebahnt werden.

## Geschichte

### Von der Antike bis zum 19. Jahrhundert

Ausbreitung des Almoraviden-Reichs zwischen ca. 1050 und 1120

Die heutigen Gebiete von Algerien und Portugal gehörten zu den Handelsrouten der Phönizier, die hier zwischen dem 10. bis ins 4. Jahrhundert v. Chr. auch eigene Stützpunkte unterhielten. Später gehörten beide Gebiete als Provinz Africa und Provinz Numidia-Mauretania (Algerien) bzw. als Provinz Lusitania und Provinz Hispania ulterior (Portugal) zum Römischen Reich.
Nach dem Zerfall des Römischen Reiches herrschten die Vandalen ab etwa 409 n. Chr. zunächst über Teile des heutigen Portugals, bevor sie unter Geiserich um 429 nach Afrika übersetzten und im heutigen Algerien weiter herrschten.
Um 697 eroberten die Araber das heutige Algerien, bevor sie 711 nach Europa übersetzen und auch das heutige Portugal einnahmen.
Die nach dem 7. Jahrhundert islamisierten Mauren gründeten zu Beginn des 11. Jahrhunderts das Almoraviden-Reich, das sich im 11. und 12. Jahrhundert bis über die Iberische Halbinsel erstreckte, und damit auch in Teilen das heutige Algerien und das heutige Portugal beherrschte.
Im Jahr 1250, mit Abschluss der christlichen Reconquista im 1139 unabhängig gewordenen Königreich Portugal, endete die lange gemeinsame Zugehörigkeit zum gleichen Herrschaftsgebiet, und der Kontakt blieb danach auf wenige Handelskontakte beschränkt. Portugal orientierte sich fortan abseits des Mittelmeerraums und errichtete seit dem 15. Jahrhundert das Portugiesische  Kolonialreich, das zum ersten Weltreich der Geschichte anwuchs.
Algerien wurde ein Teil des Osmanischen Reichs, bis es 1830 von Frankreich erobert wurde. Seither stritt das Land für seine Unabhängigkeit.

### Seit dem 20. Jahrhundert
Der portugiesische Schriftsteller Manuel Teixeira Gomes wurde 1923 Staatspräsident Portugals. Nach seinem Rücktritt 1925 ging er nach Algerien. Nach einer ersten Zeit in Oran lebte er bis zu seinem Tod 1941 in Bougie (heute Bejaia).

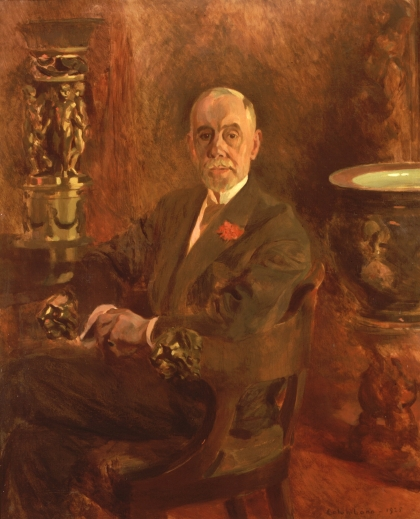
Manuel Teixeira Gomes 1925, kurz vor seiner privaten Auswanderung nach Algerien (Gemälde von Columbano Bordalo Pinheiro)

Algeriens Unabhängigkeitsbestrebungen hielten stetig an, bis es diese schließlich nach dem blutigen Algerienkrieg (1954–1962) am 5. Juli 1962 offiziell erlangte. Ab 1965 entwickelte sich Algerien zur Sozialistischen Volksrepublik.
Die seit 1932 uneingeschränkt herrschende antikommunistische und semifaschistische Estado Novo-Diktatur Portugals blieb entsprechend auf Distanz zum sozialistischen Algerien. Die Beziehungen wurden dann zunehmend stark belastet durch die vielfältige algerische Unterstützung der Unabhängigkeitsbewegungen in den portugiesischen Kolonialkriegen im Verlauf der 1960er Jahre. Auch portugiesische Regimegegner wie Manuel Alegre, Stella Piteira Santos und andere fanden insbesondere in der Hauptstadt Algier Zuflucht, wo sie oppositionelle Schriften verfassten und den Radiosender Rádio Portugal Livre betrieben.
Nachdem die linksgerichtete Nelkenrevolution in Portugal 1974 der Diktatur ein Ende setzte, gingen Portugal und Algerien am 7. März 1975 direkte diplomatische Beziehungen ein. Am 29. August 1975 akkreditierte sich André do Nascimento Infante als erster portugiesische Botschafter in Algier. Es folgte am 16. Oktober 1976 ein Handelsabkommen und am 15. Mai 1981 ein Abkommen über wirtschaftliche und technische Zusammenarbeit.
Der Algerische Bürgerkrieg und die anhaltenden innenpolitischen Spannungen in Algerien verhinderten eine weitere Intensivierung der bilateralen Zusammenarbeit, die erst in den 2000er Jahren wieder zunahm. Am 1. August 2005 unterzeichneten beide Staaten in Algier ein Freundschaft-, Nachbarschafts- und Kooperationsabkommen.
Es folgten eine Reihe vor allem wirtschaftlich ausgerichteter Vereinbarungen. Nach einem gegenseitigen Investitionsförderung und -absicherungsabkommen vom 8. September 2005 schlossen Algerien und Portugal am 1. Mai 2006 ein Doppelbesteuerungsabkommen und Abkommen zur Vermeidung von Steuerflucht und zur gegenseitigen Amtshilfe. Es folgten ein erneuertes Freundschafts-, Nachbarschafts- und Kooperationsabkommen am 24. März 2006 und ein Kooperationsabkommen für den Tourismussektor am 27. Oktober 2006.

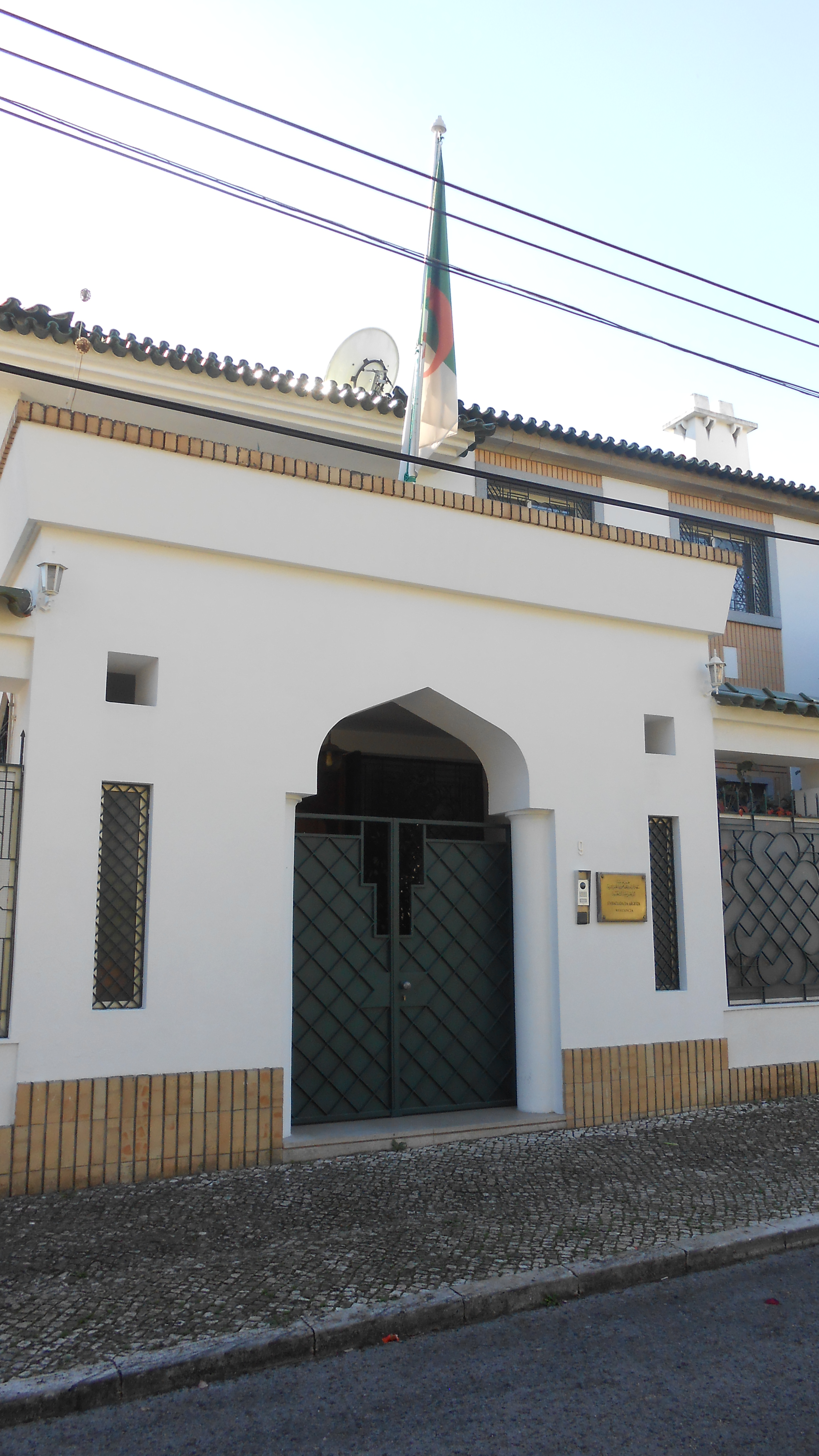
Eingang der algerischen Botschaft in Lissabon

Beim Treffen des algerischen Außenministers Ramtane Lamamra und seines portugiesischen Amtskollegen Augusto Santos Silva Ende Februar 2016 hoben beide Seiten die guten Beziehungen hervor und erklärten, die bedeutenden Wirtschaftsbeziehungen entscheidend verbessern zu wollen. 90 portugiesische Unternehmen seien bereits in Algerien präsent, darunter einige der größten. Tourismus, Verteidigung und Sicherheit seien unter den wichtigsten Bereichen für gegenseitige Investitionen. Silva erinnerte zudem an die Verdienste Algeriens um die portugiesische Demokratie, als es portugiesische Oppositionelle aufnahm und Unabhängigkeitsbewegungen unterstützte. Lamamra hob das Potential des befreundeten Portugals als Vermittler zwischen Europa, Nordafrika und der arabischen Welt hervor und drückte dabei seine Wertschätzung für den portugiesischen EU-Kommissionspräsidenten Barroso und den ehemaligen portugiesischen Staatspräsidenten Jorge Sampaio als Generalsekretär der UN-Allianz der Zivilisationen aus.
Beim 5. algerisch-portugiesischen Gipfel (port.: Cimeira luso-argelina) Anfang Oktober 2018 in Lissabon traf der algerische Premierminister Ahmed Ouyahia auf seinen portugiesischen Amtskollegen António Costa. Beide Seiten hoben die traditionell ausgezeichneten Beziehungen hervor und begrüßten die Einrichtung eines bilateralen Unternehmerrates durch die Handelskammern beider Länder. Bei dem Gipfel wurden 13 Abkommen der verschiedensten Bereiche geschlossen, darunter Kooperationen in Berufsbildung, Energie, Tourismus, Gesundheit, Flugverkehr und der Lusitanistik. Costa hob dabei hervor, dass der Moment für eine weitere Intensivierung der algerisch-portugiesischen Beziehungen ideal sei: Portugal sei soeben aus einer tiefen Wirtschaftskrise herausgekommen, und Algerien streift ebenfalls seine wirtschaftlichen Probleme ab, die es mit dem Niedergang des Ölpreises erfuhr.

## Diplomatie
Portugal unterhält eine Botschaft in der algerischen Hauptstadt Algier, in der Hausnummer 3 des Boulevard du 11 Decembre 1960. Portugiesische Konsulate bestehen darüber hinaus keine in Algerien.
Algerien führt eine Botschaft in der portugiesischen Hauptstadt Lissabon, in der Hausnummer 58 der Rua Duarte Pacheco Pereira im Diplomatenviertel in der Stadtgemeinde Santa Maria de Belém. Algerische Konsulate bestehen in Portugal keine.

## Wirtschaft

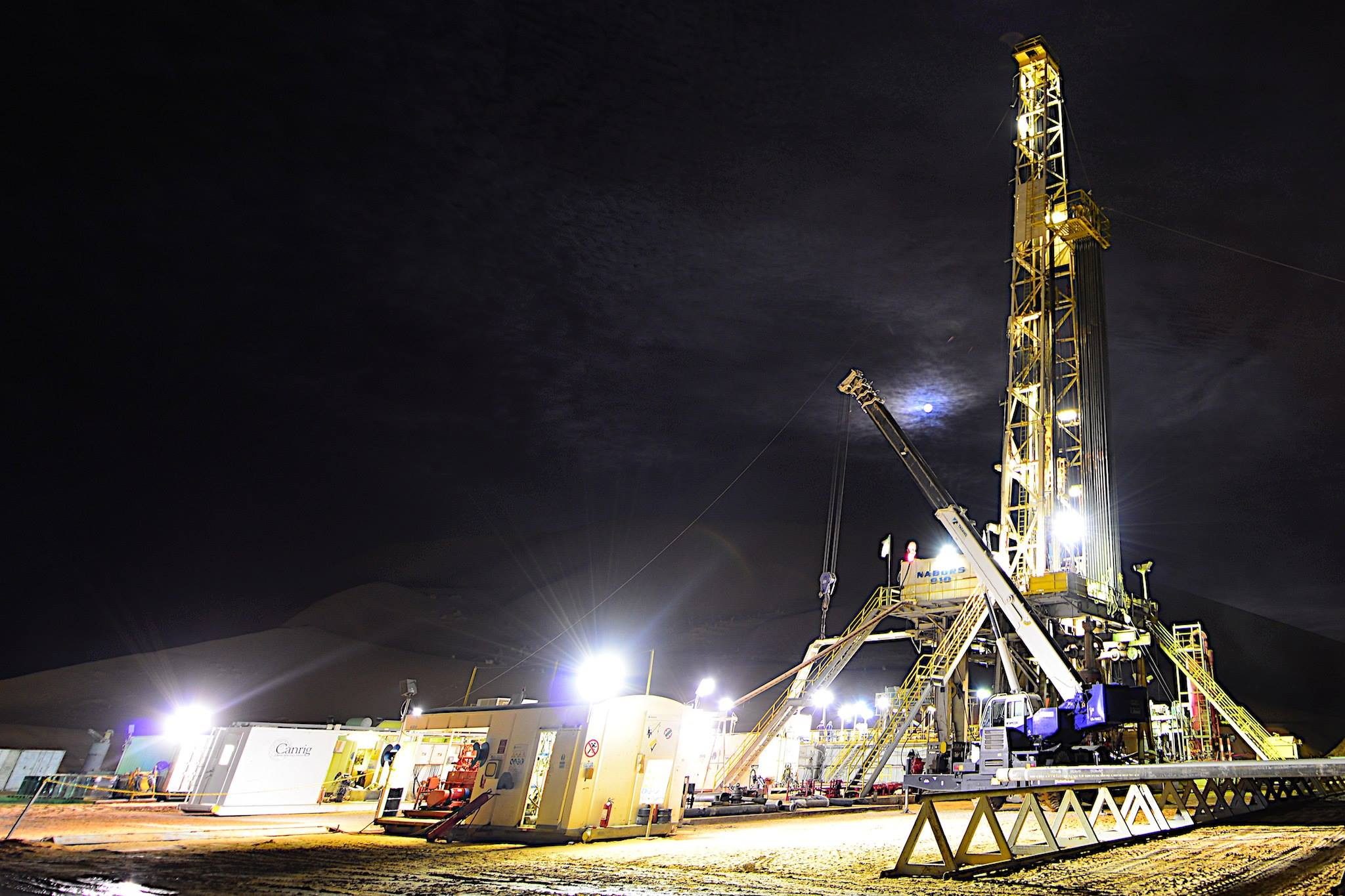
Ölförderung in Algerien: Treibstoffe und Produkte aus Erdöl bestimmen die Exporte Algeriens nach Portugal

Die portugiesische Außenhandelskammer AICEP unterhält eine eigene Niederlassung in der algerischen Hauptstadt Algier. Zudem besteht in der portugiesischen Hauptstadt Lissabon mit der Câmara de Comércio e Indústria Árabe Portuguesa eine arabisch-portugiesische Handelskammer, die mit eigener Abteilung auch die algerisch-portugiesischen Handelsbeziehungen betreut. Seit dem 5. algerisch-portugiesischen Gipfel im Oktober 2018 ist außerdem die Einrichtung eines Unternehmerrates unter dem Dach der Handelskammer beider Länder beschlossen.
Im Jahr 2017 exportierte Portugal Waren und Dienstleistungen im Wert von 295,4 Mio. Euro nach Algerien (2016: 463,2 Mio.; 2015: 565,5 Mio.; 2014: 588,1 Mio.; 2013: 527,4 Mio.), davon waren unter den Waren 27,7 % Maschinen und Geräte, 20,6 % Metallwaren, 16,8 % Zellulose und Papier, 10,8 % Kunststoffe und 7,3 % Minerale und Erze.
Im gleichen Zeitraum lieferte Algerien Waren im Wert und Dienstleistungen von 463,9 Mio. Euro an Portugal (2016: 512,4 Mio.; 2015: 715,9 Mio.; 2014: 909,5 Mio.; 2013: 821,8 Mio.), unter dem Warenanteil waren davon 89,1 % Treibstoffe und 9,1 % chemische Erzeugnisse.
Damit stand Algerien für den portugiesischen Außenhandel 2017 an 26. Stelle als Abnehmer und an 17. Stelle als Lieferant, im algerischen Außenhandel rangierte Portugal 2017 an 9. Stelle als Abnehmer und an 25. Stelle als Lieferant.

## Kultur

### Film
Das Portugiesische Kino und der Algerische Film kooperieren vergleichsweise selten. Als bedeutendste Zusammenarbeit kann der Film Zeus des portugiesischen Regisseurs Paulo Filipe Monteiro gelten. Die algerisch-portugiesische Co-Produktion wurde in Portugal und Algerien gedreht und beschäftigt sich mit der Geschichte des portugiesischen Schriftstellers Manuel Teixeira Gomes, der 1923 Staatspräsident Portugals wurde und danach nach Algerien ging, wo er bis zu seinem Tod 1941 in Bougie (heute Bejaia) lebte. Der Film kam 2016 in die Kinos und wurde 2018 in Portugal als DVD veröffentlicht.
Bei Filmfestivals begegnen sich Filmschaffende beider Länder dagegen häufiger, und algerische Produktionen laufen regelmäßig auch auf portugiesischen Filmfestivals und werden dort auch ausgezeichnet. So gewannen beim bedeutendsten portugiesischen Festival, dem Festróia, 1989 und 1990 algerische Produktionen den Goldenen Delphin.
Der im algerischen Oran geborene Kameramann und Produzent Mustapha Barat arbeitet häufig für portugiesischsprachige Produktionen, vor allem in Brasilien, gelegentlich aber auch in Portugal, etwa für den Dokumentarfilm The Art of Amália (1999) über die Fadosängerin Amália Rodrigues.

## Sport

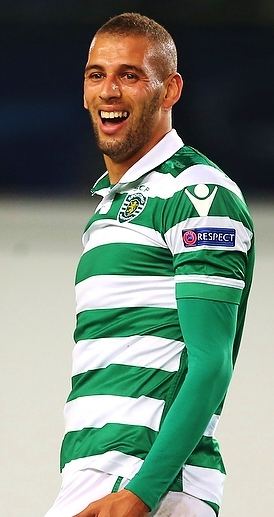
Islam Slimani im Trikot von Sporting Lissabon (2015)

### Fußball
Die Algerische und die Portugiesische Fußballnationalmannschaft trafen bisher erst einmal aufeinander (Stand März 2019) Beim Freundschaftsspiel am 7. Juni 2018 im Lissaboner Estádio da Luz gewann Gastgeber Portugal mit 3:0.
Spieler aus Algerien treten immer wieder auch für portugiesische Klubs an, darunter so bekannte Namen wie die Nationalspieler Islam Slimani, der lange für Sporting Lissabon spielte, Jungnationalspieler Abdel Medioub, oder auch Yacine Brahimi, der seit 2014 bei FC Porto unter Vertrag steht.
Gelegentlich trainierten Portugiesen auch algerische Vereine. So beendete Artur Jorge seine Trainerlaufbahn 2015 beim algerischen Klub MC Algier.

### Badminton
Bei den Algeria International 2007 konnte die Portugiesin Ana Moura das Dameneinzel gewinnen, bei den Algeria International 2024 gewann das portugiesische gemischte Doppel Mariana Paiva / Bruno Carvalho Silber.
Bei den Portugal International gab es bisher noch keinen algerischen Turniersieg (Stand 2018).

### Andere
Der portugiesische Leichtathlet João Coelho gewann bei den Mittelmeerspielen 2022 im algerischen Oran über 400 Meter die Goldmedaille.